# Метрополен град Болоня
Вижте пояснителната страница за други значения на Болоня.
Метрополен град Болоня (на италиански: Città Metropolitana di Bologna) е една от 9-те провинции на регион Емилия-Романя, Северна Италия. Той е на 8-о място по население и на 5-о място по площ сред 14-те метрополни града на Италия.
От 1 януари 2015 г. Метрополен град Болоня е наследник на Провинция Болоня. Това е постановено чрез Закон №56 от 7 април 2014 г. – Закон на Делрио, който определя 10-те метрополни града в регионите с обикновен статут, чиито територии съвпадат с тези на предходните провинции.
Площта му е 3702,32 km², а населението – 1 017 806 души, от които 123 370 чуждестранни граждани, вкл. 658 български граждани (към 31 декември 2019 г.). Включва 55 общини и негов административен център е град Болоня.

## Административно деление
Провинцията се състои от 55 общини:
- Болоня – с най-голямо население и най-гъсто населена
- Анцола дел'Емилия
- Алто Рено Терме
- Арджелато
- Баричела
- Бентивольо
- Борго Тосиняно
- Будрио
- Валсамоджа
- Вергато
- Гаджо Монтано
- Галиера
- Гранароло дел'Емилия
- Грицана Моранди
- Дзола Предоза
- Додза
- Имола – с най-голяма площ
- Казалекио ди Рено
- Казалфиуманезе
- Калдерара ди Рено
- Камуняно
- Кастел Гуелфо ди Болоня
- Кастел Маджоре
- Кастел Сан Пиетро Терме
- Кастел д'Аяно
- Кастел дел Рио – с най-малко население
- Кастел ди Казио
- Кастело д'Арджиле
- Кастеназо
- Кастильоне дей Пеполи
- Кревалкоре
- Лицано ин Белведере
- Лояно
- Малалберго
- Марцабото
- Медичина
- Минербио
- Молинела – с най-малка надм. височина
- Монгидоро – с най-голяма надм. височина
- Монте Сан Пиетро
- Монтеренцио
- Монцуно
- Мордано
- Оцано дел'Емилия
- Пианоро
- Пиеве ди Ченто – с най-малка площ
- Сала Болонезе
- Сан Бенедето Вал ди Самбро
- Сан Джорджо ди Пиано
- Сан Джовани ин Персичето
- Сан Ладзаро ди Савена
- Сан Пиетро ин Казале
- Сант'Агата Болонезе
- Сасо Маркони
- Фонтанеличе